# Molokai – historia ojca Damiana
Molokai – historia ojca Damiana (ang. Molokai: The Story of Father Damien) – australijsko-belgijsko-holenderski dramat biograficzny z 1999 roku w reżyserii Paula Coxa. Scenariusz oparty został na prawdziwej historii chorych na trąd ludzi mieszkających na wyspie Molokaʻi w archipelagu Hawaje. Z duchową pomocą zostaje wysłany do nich przez Kościół ojciec Damian.

## Fabuła
Film opowiada prawdziwą historię Ojca Damiana. Był on belgijskim księdzem, który poświęcał się kolonii trędowatych na jednej z wysp archipelagu Hawajów - Molokai, jednocześnie ryzykując własnym życiem. Dzięki zdolnościom przywódczym zdołał przywrócić porządek i ład we wspólnocie, która nie była mu przychylna.

## Obsada
- David Wenham – ojciec Damian
- Kate Ceberano – księżna Liliʻuokalani
- Jan Decleir – biskup Köckerman
- Chris Haywood – Clayton Strawn
- Derek Jacobi – ojciec Leonor Fouesnel
- Keanu Kapuni-Szasz – Malulani
- Alice Krige – Marianne Cope
- Kris Kristofferson – Rudolf Meyer
- Leo McKern – biskup Maigret
- Sam Neill – premier Gibson
- Peter O’Toole – William Williamson
- Dirk Roofthooft – ojciec Louis Lambert Conrardy
- Tom Wilkinson – brat Joseph Dutton
- Aden Young – dr Kalewis
- Kate Agnew – siostra Leopoldina Burns
- Michael W. Perry – dr Trousseau[2]